# Stubbelycke
Stubbelycke är en ort, belägen där länsväg K 726 korsar Lyckebyån i Rödeby socken i Karlskrona kommun. Från 2015 avgränsar SCB här en småort.